# Kocsis Róbert
Kocsis Róbert (Hajdúszoboszló, 1967. június 25. –) magyar tanár, politikus, országgyűlési képviselő.

## Életpályája

### Iskolái
1990-ben diplomázott a Bessenyei György Tanárképző Főiskola földrajz-népművelés szakán.

### Pályafutása
1989–1991 között a hajdúszováti Maklári Pap Mór Általános Iskola oktatója volt. 1992–1994 között tagja volt a helyi Kulturális Egyesületnek. 1992–1998 között a hajdúszoboszlói Szép Ernő Középiskolai Kollégium pedagógusa volt. 1995–1998 között a Hajdúszoboszlói Városi Lap megbízott felelős szerkesztője volt. 1997-től a Hajdúszoboszlói Gazdakör tagja volt. 1999–2002 között az Észak-alföldi Regionális Idegenforgalmi Bizottság elnöke volt. 2000–2002 között az Észak-alföldi Regionális Fejlesztési Tanács tagja volt.

### Politikai pályafutása
1992 óta a Fidesz tagja. 1993–2006 között, valamint 2011-től a Fidesz hajdúszoboszlói csoportjának elnöke. 1994-ben, 1998-ban és 2006-ban országgyűlési képviselőjelölt volt. 1996–1998 között az országos választmány tagja volt. 1998-tól Hajdú-Bihar megyei választmány alelnöke. 1998-tól önkormányzati képviselő. 1998–2002 között Márton Attila országgyűlési képviselő személyi titkára volt. 1998–2002 között, valamint 2006-tól a Hajdú-Bihar Megyei Közgyűlés tagja, 2006-tól alelnöke volt. 2002–2006 között országgyűlési képviselő (Hajdú-Bihar megye) volt. 2002–2006 között az Idegenforgalmi Bizottság, a Kastélyok, kúriák, várak albizottság és az Egészségturizmus albizottság tagja volt. 2010-től a helyi önkormányzat Oktatási Kulturális és Sportbizottságának elnöke.